# Терористичний акт у Керецьках
Підрив трьох гранат під час засідання сесії Керецьківської сільської ради — терористичний акт, що здійснив 54-річний депутат від партії Слуга народу Сергій Батрин з села Кушниця 15 грудня 2023 року о 11:37 в селі Керецьки Хустського району Закарпатської області.

## Постраждалі
Унаслідок вибуху трьох бойових осколкових гранат РГД-5 та Ф-1. постраждали 26 осіб включно із підозрюваним. Їх госпіталізували до кількох медичних закладів області з травмами різного ступеня, з них семеро були у важкому стані у більшості діагностували осколкові поранення. Більшість перебували у Сваляві, одна людина — у Мукачеві з важким осколковим пораненням.
Двоє постраждалих померли у лікарні від отриманих поранень. Підозру депутату сільської ради Сергію Батрину, який підірвав гранати під час пленарного засідання сесії сільської ради, перекваліфікували на ч.3 статті 238 про терористичний акт, що призвів до загибелі людини.
Серед постраждалих: 
- сільський голова Михайло Михайлович Мушка (народився в селі Керецьки 20 грудня 1983)[8]. 30 березня 2021 йому було повідомлено про підозру за ч.3 ст.368 (прийняття пропозиції, обіцянки або одержання неправомірної вигоди службовою особою) Кримінального кодексу України. Сільський голова та начальниця відділу Свалявської районної державної адміністрації вимагали у місцевих підприємців неправомірні вигоди за можливість розміщення тимчасових споруд для здійснення підприємницької діяльності. Це стало частиною організованої «схеми», в рамках якої вони вимагали гроші в обмін на узгодження та видачу необхідних дозвільних документів[9]. Весною 2023 Михайло Мушка, як сільський голова, демонстративно відмовився демонтовувати пам'ятник радянському солдату, що привернуло увагу російських медіа, зокрема Соловйова, Азарова та інших[10].

- депутат сільської ради Василь Михайлович Штефко (25.06.1955 р.н., проживає в с. Кушниця)[11], колишній військовий на протезах. Перебуває у лікарні, має осколкові поранення м'яких тканин[12]. Він був військовим з 128-ї бригади, вирішив вирушити на фронт добровольцем, після того, як стало відомо про повномасштабне вторгнення. Він приховав від місцевого центру комплектації факт наявності у нього двох протезів. Спочатку він обіймав посаду водія в одному з підрозділів бригади на Запорізькому напрямку. Однак через проблеми зі здоров'ям його перевели в тил. Кілька місяців тому комісований з лав ЗСУ за станом здоров'я[13].

- 55-річний депутат Віктор Пряділя із села Березники — в лікарні Сваляви помер 16 грудня[14].
- 15 січня 2024 року, через місяць після підриву, кількість жертв вибуху гранат у Керецьківській сільраді зросла до двох — від отриманих травм у реанімаційному відділенні помер 47-річний депутат Мирослав Нітка.

## Підривник
Підозрюваний у підриві депутат Батрин Сергій Михайлович 12.08.1969 р.н., освіта середня спеціальна, проживав в с. Кушниця, також знаходився у реанімаційному відділенні
у Свалявській лікарні у тяжкому стані, але прогнози лікарів оптимістичні. Його палату охороняла поліція від самосуду родичів тих, хто був у приміщенні в момент вибуху.
Після того як він прийшов до тями, йому повідомили про підозру за ч. 2 ст. 258 Кримінального кодексу України (терористичний акт). Правоохоронці за місцем проживання депутата виявили передсмертну записку.

## Мотивація
На цій сесії сільської ради Батрин сварився щодо ухвалення бюджету на 2024 рік. Він стверджував, що не можна під час війни з Росією виділяти Керецьківському сільському голові Михайлу Мушці з ОПЗЖ надбавку в розмірі 50 % та щомісячну премію в розмірі 100 % від окладу. Перед тим депутати порушували питання щодо дострокового припинення повноважень очільника Керецьківської територіальної громади. За даними слідства, зловмисник заздалегідь підготувався до злочину. Спочатку він задіяв власні зв’язки у кримінальних колах, щоб придбати бойові гранати, а потім сховав їх у власному помешканні. У день засідання сільради депутат приніс бойові засоби ураження до приміщення держустанови. Ненадовго залишивши приміщення сесійної зали, він привів гранати в бойову готовність. Повернувшись назад, зловмисник дістав їх з кишень куртки та почергово кинув на підлогу кімнати, де перебував майже повний склад депутатського корпусу сільради.

## Покарання
22 листопада 2024 року Сергій Батрин був засуджений до довічного позбавлення волі. На підставі зібраних СБУ доказів суд визнав його винним за двома статтями Кримінального кодексу України:
- ч. 3 ст. 258 (терористичний акт, що призвів до загибелі людей);
- ч. 1 ст. 263 (носіння, зберігання, придбання вибухових пристроїв без передбаченого законом дозволу)[18].